# Union démocratique issa
Pour les articles homonymes, voir Union démocratique.
L'Union démocratique issa (UDI) est un parti politique de la Côte française des Somalis.
Il est créé au début des années 1960, par des militants alliés à Mahmoud Harbi en 1957, qui choisissent de voter pour le maintien du territoire sous souveraineté française en 1958. Il est alors dirigé par Hassan Gouled Aptidon.
Durant les années 1960, l'UDI regroupe les Issas opposés au Parti du mouvement populaire, indépendantiste.

Alors dirigée par Omar Farah Iltireh, l'UDI appelle à voter en faveur du maintien du territoire sous souveraineté française lors du référendum de mars 1967.
En 1967, l'UDI regrouperait une centaine d'adhérents. Étant une des quatre formations politiques du territoire autorisée à se présenter aux suffrages, elle remporte les élections territoriales de novembre 1968 dans la circonscription d’Ali Sabieh et obtient trois sièges à l'Assemblée territoriale . En 1971, elle remporte à nouveau l'élection à Ali Sabieh  sous le nom de «Rassemblement du peuple issa». En février 1972, elle fusionne avec deux autres partis pour former la Ligue populaire africaine pour l'indépendance (LPAI) .